# Wildtype

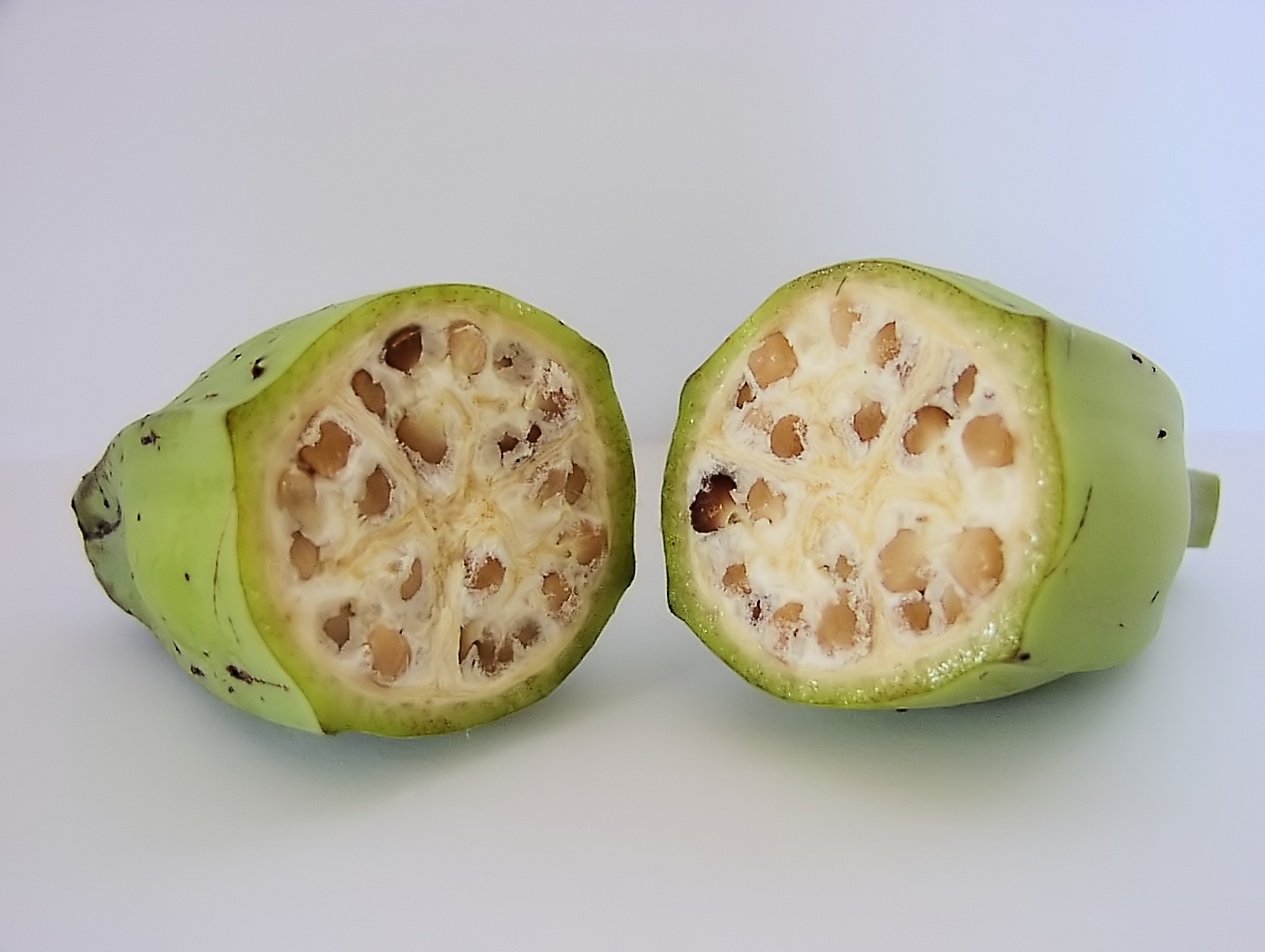
In tegenstelling tot de bananen die in een winkel liggen bevatten wild-type bananen (Musa sp.) grote, harde zaden

Wildtype verwijst naar het fenotype van een soort zoals het in de natuur voorkomt. De term wordt meestal gebruikt om het product van een standaard of 'normaal' allel aan te duiden, in tegenstelling tot een niet-standaard, 'mutant' allel. Mutante allelen kunnen echter sterk variëren binnen een populatie en na verloop van tijd zal een mutatie deel gaan uitmaken van het natuurlijke genotype; een scherp onderscheid kan dus niet gemaakt worden. In het algemeen wordt het meest voorkomende allel – de genvariant met de hoogste frequentie in een populatie – aangemerkt als het wildtype.
De term wildtype is van belang bij genetisch onderzoek naar organismen zoals Drosophila melanogaster. Van deze fruitvliegen is bekend dat de standaardfenotypes, zoals oogkleur of vleugelvorm, gewijzigd worden door mutaties die afwijkende eigenschappen veroorzaken, bijvoorbeeld "witte ogen". Wildtype allelen worden aangeduid met een "+", bijvoorbeeld w+ en vg+ voor respectievelijk rode ogen en volgroeide vleugels. Onderzoek naar de manipulatie van wildtype is van belang vanwege zijn toepassingen, waaronder het bestrijden van ziekten en commerciële voedselproductie.
Buiten de zuivere genetica wordt de term wildtype ook gebruikt in de microbiologie. Een pathogene bacterie of virus wordt aangeduid als 'wildtype' wanneer het de natuurlijke variant betreft, dus geen specifieke mutant of laboratoriumstam. Wanneer een wildtype virus blootgesteld wordt aan het immuunsysteem of antivirale middelen, kan er selectie optreden waardoor er een mutante variant ontstaat. Een mutante variant is bijvoorbeeld resistent geworden tegen de antilichamen van het afweersysteem of tegen een antiviraal medicijn.